# ساندباك
ساندباك (بالإنجليزية: Sandbach)‏ هو اسم مدينة سوق تاريخية وأبرشية مدنية في السلطة الموحدة لـ تشيشير إيست، تشيشير، إنجلترا.